# Dongsheng (sockenhuvudort i Kina, Heilongjiang Sheng, lat 47,00, long 126,88)
Dongsheng (kinesiska: 东升, 东升乡) är en sockenhuvudort i Kina. Den ligger i provinsen Heilongjiang, i den nordöstra delen av landet, omkring 140 kilometer norr om provinshuvudstaden Harbin. Antalet invånare är 13 355. Befolkningen består av 6 796 kvinnor och 6 559 män. Barn under 15 år utgör 12,0 %, vuxna 15-64 år 79 %, och äldre över 65 år 7,0 %.
Runt Dongsheng är det tätbefolkat, med 297 invånare per kvadratkilometer. Närmaste större samhälle är Sifangtai, 11,8 km sydost om Dongsheng. Trakten runt Dongsheng består till största delen av jordbruksmark.
Genomsnittlig årsnederbörd är 833 millimeter. Den regnigaste månaden är juli, med i genomsnitt 217 mm nederbörd, och den torraste är januari, med 8 mm nederbörd.